# 이협
이협(李協, 1941년 4월 19일~)은 대한민국의 언론인, 정치인이다. 
황해도 서흥에서 출생했다. 8.15 광복 이후 월남한 실향민으로 전라북도 이리에 정착하여 이후 이리에서 성장하였다.

## 이력
그는 김대중을 보좌한 동교동계로 분류되며 제 13,14,15,16대 국회의원을 역임하였다. 2004년 노무현 대통령 탄핵 소추에 참여하였고 이후에 열린 제17대 총선에서 열린우리당 조배숙 후보에게 큰 표 차이로 낙선하였다.

## 학력
- 이리중앙국민학교 졸업
- 남성중학교 졸업
- 남성고등학교 졸업
- 서울대학교 법과대학 법학 학사

## 경력
- 중앙일보 정치부 기자
- 김대중 선생 공보비서
- 김대중 내란 음모 사건으로 20개월 투옥
- 민주화추진협의회 초대 대변인, 상임위원
- 신민당, 평화민주당 당보주간
- 평화민주당 정책실장
- 민주당 원내부총무, 홍보위원장
- 새정치국민회의 당무위원
- 새정치국민회의 연수원장
- 제 13,14,15,16대 국회의원

## 역대 선거 결과
|  | 68.84% |

|  | 66.28% |

|  | 70.49% |

|  | 75.64% |

|  | 13.08% |